# Valverde de la Vera
Valverde de la Vera es un municipio y localidad española de la provincia de Cáceres, en la comunidad autónoma de Extremadura. El término municipal, ubicado en la mancomunidad de La Vera, tiene una población de 448 habitantes (INE 2024).

## Localización
El término municipal de Valverde de la Vera limita con:
- Talaveruela de la Vera al oeste;
- Navalonguilla (AV) al norte;
- Villanueva de la Vera al este;
- Talayuela al sur;
- Losar de la Vera al suroeste.

## Historia
El señorío de Valverde tiene una historia compleja. No se sabe bien en qué circunstancias se fundaría la aldea de Valverde (en cuanto a la villa sí), pero debemos pensar que tal hecho estaría directamente enlazado con la necesidad de ampliar el poblamiento de estos territorios después de la Reconquista y, sobre todo, con la fundación de Plasencia por Alfonso VIII de Castilla, a finales del siglo XII.
Aún en el año 1254, no tendría parroquia, pues su iglesia no se cita en los Estatutos de entonces de la catedral de Plasencia, para el diezmatorio, que datan de esta fecha. Se cree que a finales del siglo XIII, Valverde contaría con censo necesario, porque en ese tiempo, antes de morir el rey Sancho IV de Castilla, entre 1284 y 1295, donó el pueblo en calidad de señorío a Nuño Pérez de Monroy, notario mayor de Castilla, abad de Santander, archidiácono de Campóo y canciller y confesor de la reina María de Molina. Le confirmó la donación, su hijo Fernando IV de Castilla, el día 21 de abril de 1309, en calidad de villa.
La muerte del abad, el 2 de agosto de 1326, hizo que heredase el señorío su hermano Fernán Pérez de Monroy "el Viejo", II señor de Valverde y constructor del magnífico castillo de Monroy. Posteriormente lo recibió el primogénito de este último que llevaba el mismo nombre y retuvo el mencionado estado feudal por privilegio de Alfonso XI de Castilla, en Sevilla, con fecha de 30 de diciembre de 1344.
Vicisitudes tras vicisitudes, después pasó al reino a manos de Fernando o Fernán de Monroy y Rodríguez de las Varillas, V señor de Valverde (por ratificación de Juan I de Castilla, "1379"). Su abuelo materno fue Fernán Pérez de Monroy, el cual luchó encarnizadamente con los Almaraces, irreconciliables de su familia: Juan Gómez de Almaraz llegó a poner sitio al castillo de Valverde a finales del siglo XIV, fracasando y muriendo en el empeño. Fernán Pérez de Monroy murió con más de setenta años asesinado por Diego Gómez de Almaraz, que había jurado vengar la muerte de su padre.
En tiempos de Enrique III de Castilla, heredó el señorío, por derecho de consorte, el mariscal de Castilla y señor de Arroyo Garci González de Herrera. Murió sin descendencia y ésta fue la razón por la que el rey Enrique III entregó Valverde al infante Fernando de Castilla que, a su vez, lo cedió a Beatriz de Portugal, condesa de Buelna, VII señora de Valverde. Según afirma Velo y Nieto, Beatriz se casó con Pero Niño y tuvieron una hija, Leonor Niño de Portugal, VIII señora de Valverde. Leonor, por su parte, se desposó con Diego López de Zúñiga, a quien Enrique IV de Castilla concedió en 1473 el condado de Nieva.
Reposan ambos cónyuges en sendos sepulcros que se conservan en la parroquia y su unión explica que, desde este momento, el señorío de Valverde pasase a depender de la poderosa familia de los Zúñiga —emparentada luego con los Velasco— que lo conservó hasta el siglo XIX.
A la caída del Antiguo Régimen la localidad se constituyó en municipio constitucional, entonces conocido como Valverde de Vera en la región de Extremadura que desde 1834 quedó integrado en partido judicial de Jarandilla que en el censo de 1842 contaba con 240 hogares y 1315 vecinos. Hacia mediados del siglo XIX, la villa tenía contabilizadas unas 300 casas. Aparece descrita en el decimoquinto volumen del Diccionario geográfico-estadístico-histórico de España y sus posesiones de Ultramar de Pascual Madoz de la siguiente manera:

VALVERDE DE LA VERA: v. con ayunt. en la prov. y aud. terr. de Cáceres (24 leg.), part, jud. de Jarandilla (3 1/2), dióc. de Plasencia (11), c. g. de Estremadura (Badajoz 38): sit. á la falda S. de la sierra de Gredos, mitad en llano y la otra mitad en una ladera; es de clima templado, reinan los vientos del S., y se padecen catarrales; tiene 300 casas de grosera y débil construccion en su mayor parte, con calles anchas regularmente empedradas y limpias; casa de ayunt., cárcel, pósito sin fondos, y un hospital para pobres mendigos, sin rentas y ruinoso; escuela dotada con 2,200 rs. de los fondos públicos, á la que asisten 60 niños; otra de niñas con 1,100 rs., en la que se educan 30; igl. parr. (Ntra. Sra. de Fuentes Claras), curato de entrada y provision del dioc. el cual se titula teniente, considerándose como rector el de Villanueva; á su inmediacion un fortisimo cast. y el cementerio; en las afueras al E. una ermita (el Humilladero) y al O. á 200 pasos la de San Blas, en cuyo intermedio hay un hermoso paseo. Se surte de aguas potables de una fuerte en el centro del pueblo, titulada de Cuatro Caños, y otra llamada Vieja al estremo O., ambas abundantes, con sus caños y pilones. Confina el térm. por N. con el de Navalonguilla (Avila); E. Villanueva de la Vera; S. Navalmoral de la Mala; O. Lozar y Viandar; estendiéndose de 1/4 á 3 leg, y comprende la ald. de Talaveruela, que no tiene jurisd. deslindada; la deh. de Miramontes cuya adm. alternan por años con Villanueva; la deh. de la Riberilla á la marg. der. del Tietar con 1,000 fan. de cabida de pastos; la cord. de sierra con 4,000, y ademas 50 fan. pobladas de viña, 25 de olivos, 18 de hortalizas y legumbres, 45 de castaños y frutales, 8 de prado y una de naranjos y limones. El terreno es arcilloso, seco, algunas cortas porciones de miga, otras arenoso; la sierra sumamente escabrosa, cubierta de canchales, algunos robles y otros arbustos: la parte inferior del pueblo de jara y madroño, y la orilla del r. arenosa, ligera, con robles y algunos pinos. Le bañan el Tietar, que deslinda su jurisd. al S., y tiene 2 barcas para su paso, la garganta de Riolobos y la de Gualtaminos. Los caminos son vecinales: el correo se recibe en Jarandilla por baligero dos veces á la semana. prod.: castaña, aceite, vino, hortalizas, seda y frutas; se mantiene ganado cabrio y de cerda, que es el más preferido, y se cria caza menuda, cabras monteses, y la pesca del r. ind. y comercio: 3 molinos de aceite, 4 harineros: se importan los granos y se esportan sus frutos á Talavera y Estremadura baja. pobl.: 240 vec. 1,314 alm. cap. prod.: 1.098,800. imp. 54,940. contr.: 9,124 rs. 11 mrs. presupuesto municipal: 18,741, del que se pagan 2,200 al secretario, y se cubre con los fondos de propios, que consisten en los productos de la deh. de la Riberilla, derecho de pesos, un molino de aceite, una barca en el r., y la parte que le corresponde en los aprovechamientos comunes del estado de Nieva de que fue cabeza. (V.)
(Madoz, 1849, p. 504)

En 2021 ingresó en la asociación de Los Pueblos Más Bonitos de España.

## Demografía
Valverde de la Vera cuenta con una población de 448 habitantes (INE 2024).
| Gráfica de evolución demográfica de Valverde de la Vera entre 1842 y 2021                                                                                              |
| |
| Población de derecho según los censos de población del INE Población de hecho según los censos de población del INEEn este censo se denominaba Valverde de Vera: 1842. |

## Patrimonio

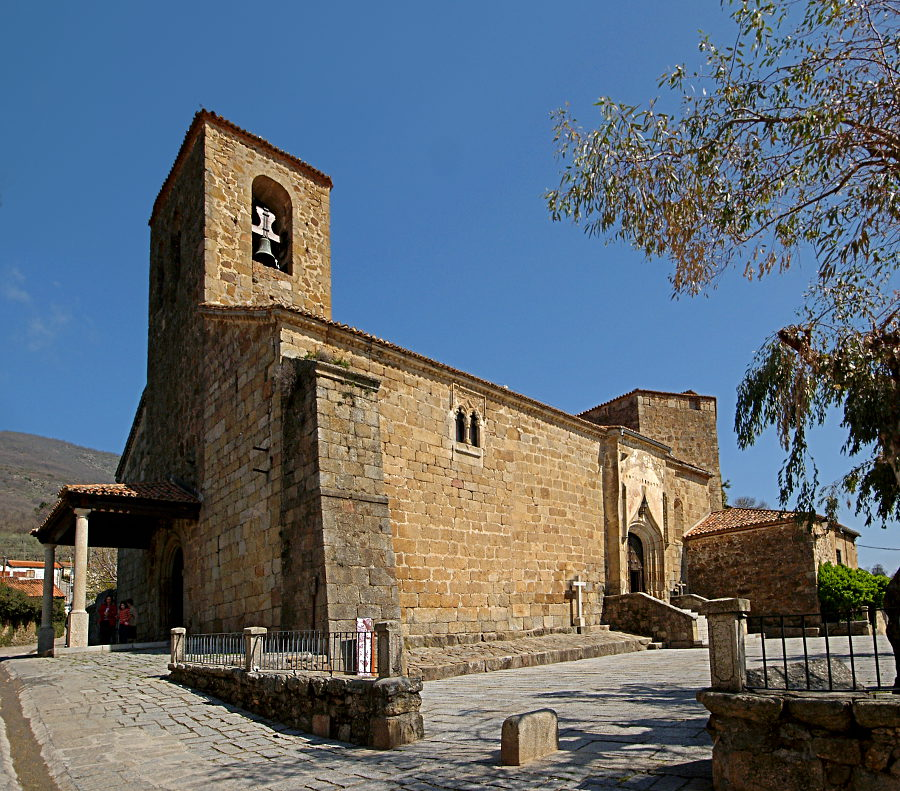
Iglesia de Santa María de Fuentes Claras.

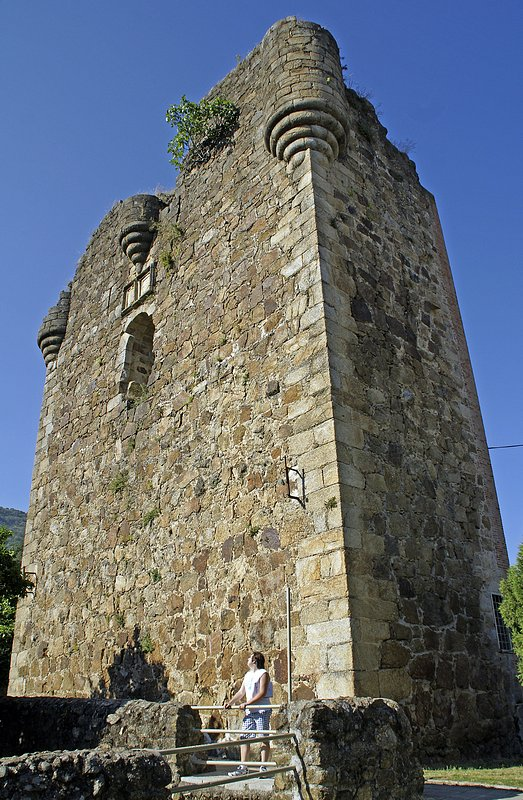
Castillo de los condes de Nieva.

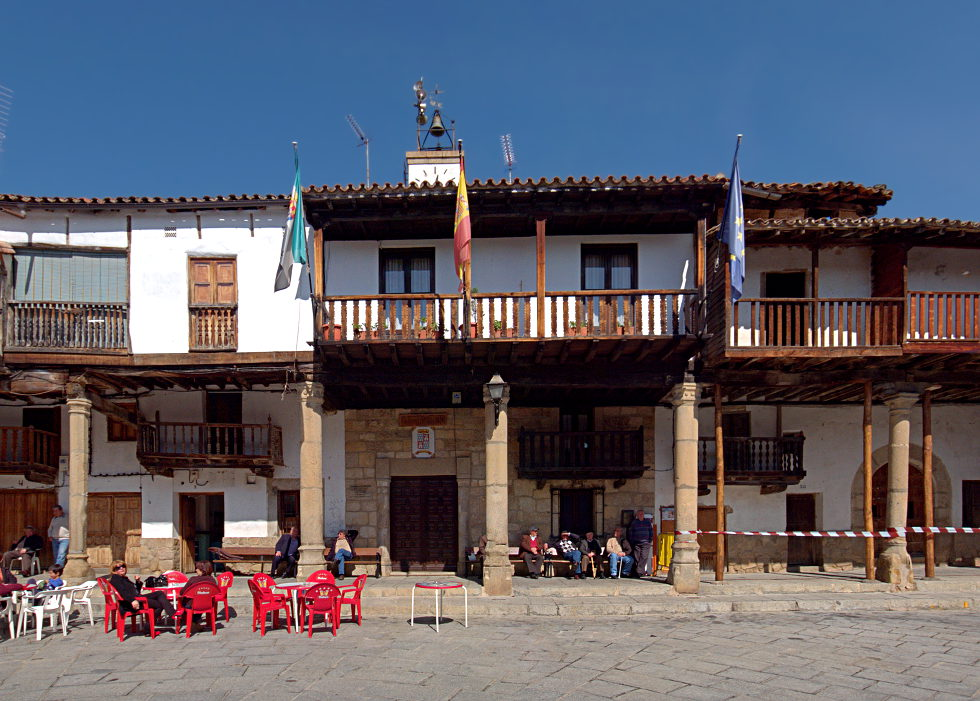
Casa consistorial del municipio.

El castillo de los condes de Nieva de construcción entre los siglos XIII y XIV, y la iglesia construida entre los siglos XV y XVI.
Iglesia parroquial católica bajo la advocación de Santa María de Fuentes Claras, en la archidiócesis de Mérida-Badajoz, diócesis de Plasencia, arciprestazgo de Jaraíz de la Vera.

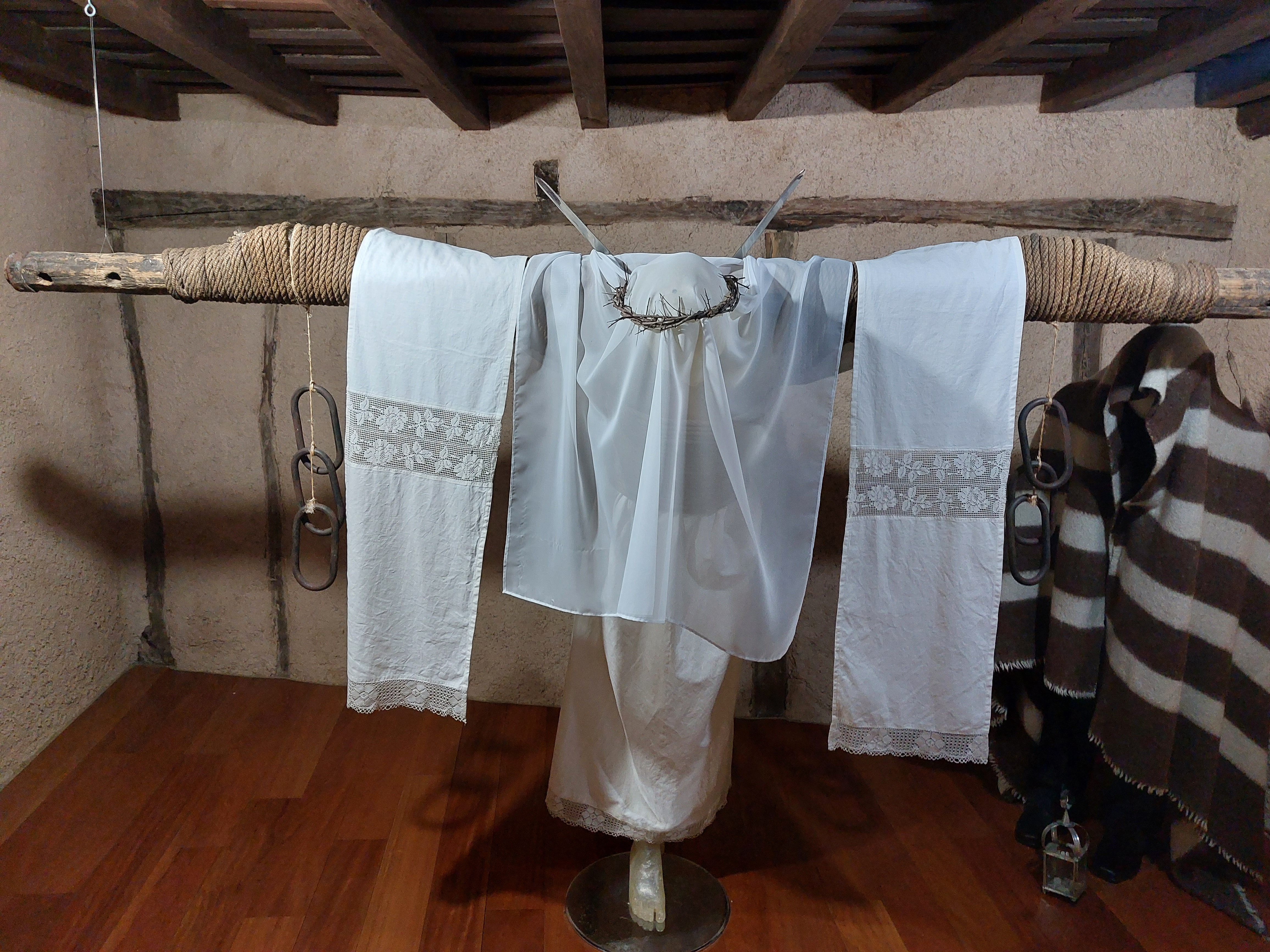
Museo empalao. Vestimenta del empalao

El Museo del Empalao está situado en una casa tradicional de Valverde, rehabilitada pero respetando sus formas originales, con el fin de mostrar las funciones típicas de una casa verata. Este museo aborda un rito profundo y complejo: "El Empalao", sobre el que existen varias interpretaciones sobre su origen y significado. Este museo pertenece a la red de Museos de Identidad de Extremadura. Estos Museos de Identidad, recogen la cultura local más representativa de los pueblos y comarcas extremeños.

## Festividades
Se celebran los siguientes eventosː 
- la cabalgata de Reyes, se hace un portal de Belén viviente por todo el Pueblo y luego los Reyes magos reparten los regalos a los niños;
- San Blas es una fiesta celebrada cada tres de febrero se le ofrece una misa y una procesión;
- los carnavales se celebran el Miércoles de Ceniza con una comida de huevos fritos y sardinas en la plaza y por la tarde se celebra un desfile;
- los Empalaos se celebran cada Jueves Santo y Viernes Santo a las 12 de la noche, son hombres que se visten con un timón hecho con madera de castaño atando fuertemente los brazos a él mediante una soga, incluyendo el torso. Su origen se remonta a la Edad Media cuando la Cofradía de la Vera Cruz salía a las calles en cumplimiento de sus penitencias. Cada empalao porta una corona de espinas en la cabeza, una falda, 2 espadas cruzadas en la espalda, un velo y unas vilortas muy pesadas colgando de las muñecas. Los empalaos realizan su penitencia caminando descalzos por el pueblo y recorriendo las 14 cruces del municipio y arrodillándose ante cada empalao con el que se cruzan. Las mujeres acompañan a cada empalao vestidas de nazarenas vistiendo una tela morada, una corona de espinas en la cabeza y una gran  una cruz de madera. Al igual que los empalaos, van descalzas y efectúan el mismo recorrido.
- el 3 de mayo es el Día de las Cruces con lo cual se efectúa una misa y se decoran las catorce cruces del pueblo;
- los quintos se celebra la noche de San Juan;
- el primer domingo de agosto se celebra la romería de la Virgen del Río;
- el 15 de agosto se celebra la Virgen de Fuentes Claras para lo cual se efectúa una procesión seguida de un ofretorio;
- el 16 de agosto se celebra San Roque, hay una procesión, sin ofetorio. Y por la tarde un festival taurino;
- el Cristo del humilladero es el 14 de septiembre, se celebra una misa seguida de una procesión después se hace un ofretorio;
- los calbotes se celebran el 1 de noviembre.

## Deporte
El municipio cuenta con las siguientes infraestructuras deportivasː 
- campo de fútbol 7;
- gimnasio;
- pistas de pádel;
- pista de baloncesto.